# Tierra Blanca, Mezquital
Tierra Blanca är en ort i Mexiko.   Den ligger i kommunen Mezquital och delstaten Durango, i den centrala delen av landet, 700 km nordväst om huvudstaden Mexico City. Tierra Blanca ligger 2 538 meter över havet och antalet invånare är 120.
Terrängen runt Tierra Blanca är bergig åt sydväst, men åt nordost är den kuperad. Tierra Blanca ligger uppe på en höjd. Runt Tierra Blanca är det mycket glesbefolkat, med 3 invånare per kvadratkilometer. Närmaste större samhälle är Llano Grande, 15,6 km norr om Tierra Blanca. I omgivningarna runt Tierra Blanca växer huvudsakligen savannskog.